# Божурово (Шуменська область)
Божу́рово (болг. Божурово) — село в Шуменській області Болгарії. Входить до складу общини Вирбиця.

## Населення
За даними перепису населення 2011 року у селі проживали 242 особи.
Національний склад населення села:
| Національність   | Кількість осіб | Відсоток |
| ---------------- | -------------- | -------- |
| турки            | 194            | 89,0%    |
| інша             | 22             | 10,1%    |
| Всього відповіли | 218            |          |

Розподіл населення за віком у 2011 році:
Динаміка населення: